# Sosnowiec-Pieńki
Sosnowiec-Pieńki – wieś w Polsce położona w województwie łódzkim, w powiecie zgierskim, w gminie Stryków.
W latach 1975–1998 miejscowość położona była w ówczesnym województwie łódzkim.
Przed 2023 r. miejscowość była częścią wsi Sosnowiec.